# زمان تکت
زمان تکت (به انگلیسی: Takt time) یک اصطلاح در ساخت و تولید است که برای شرح زمان مورد نیاز تولید یک محصول به گونه ای که با تقاضا همخوان شود، استفاده می‌شود. این زمان برابر متوسط زمان بین شروع تولید یک واحد و شروع تولید واحد دیگر می‌باشد، به گونه‌ای که آیتم‌ها به صورت ترتیبی تولید شوند. زمان تکت یا تکت تایم وابسته به میزان تقاضا است. اگر یک فرایند قادر به تولید یک زمان تکت نباشد، یا تقاضا اصلاح شده یا به آن منابع اضافی اختصاص داده می‌شود. هم‌چنین فرایندها ممکن است بازمهندسی شوند تا بتوانند زمان تحویل مناسب را ایجاد کرد. برای محاسبات، زمان تولید قطعات تقسیم بر تعداد قطعات مورد نیاز در آن بازه زمانی می‌شود.
واژه زمان تکت وام گرفته از واژه ژاپنی takuto taimu (タ ク ト タ イ ム) است که به نوبه خود از کلمه آلمانی Taktzeit به معنای «زمان چرخه» گرفته شده‌است. این کلمه احتمالاً توسط مهندسان آلمانی در دهه ۱۹۳۰ به ژاپن وارد شده‌است.